# 41. Armee (Russland)

Die 41. Armee (russisch 41-я общевойсковая армия) ist eine Feldarmee-Formation des Zentralen Militärbezirks der Russischen Landstreitkräfte, derzeit mit Stab in Nowosibirsk. Sie wurde 1942 im Zuge des Zweiten Weltkrieges zum ersten Mal im Rahmen der Roten Armee aufgestellt. 1998 wurde sie im Zuge der Zusammenlegung des Transbaikal-Militärbezirks mit dem Sibirischen Militärbezirk erneut aufgestellt. Sie wurde und wird im aktuellen Ukraine-Krieg eingesetzt.

## 41. Armee (Rote Armee)
Die 41. Armee wurde gemäß einer Richtlinie der Stawka am 14. Mai 1942 aus den bisherigen operativen Gruppen der Generale Alexander Dmitrijewitsch Beresin und German Fjodorowitsch Tarassow im Bereich der Kalininer Front gebildet. 

### Armeegliederung am 14. Mai 1942
- 17. Garde-Schützen-Division, Generalmajor Alexander D. Beresin, ab 7. Juni Oberst Stepan Petrowitsch Gorbunow
- 134. Schützen-Division, Oberst Alexander Petrowitsch Kwaschnin
- 135. Schützen-Division, Oberst Iosif Iwanowitsch Popow
- 179. Schützen-Division, Oberst Kusma Iwanowitsch Sasonow
- 234. Schützen-Division, Oberst Stepan Iljitsch Turjew
- 21. Panzerbrigade
- 109. und 204. selbständiges Garde-Granatwerfer-Bataillon

Bis August 1942 kamen folgende Verbände hinzu:
- 24. Kavallerie-Division
- 131. Schützenbrigade
- 104. Panzerbrigade[1]

Zwischen Mai und November 1942 bestand der Auftrag der Armee in der Verteidigung der südwestlichen Stadteingänge Belys. Ende November nahm die Armee an der Operation Mars teil. Sie stand hierbei dem deutschen XXXXI. Panzerkorps entgegen und hatte den Hauptschlag südlich von Bely zu führen. Sie bestand hierzu aus etwa 106.000 Mann und 350 Panzern in folgender Gliederung:

### Armeegliederung am 1. Dezember 1942
- 17. Garde-Schützen-Division, Generalmajor Jerofei Wladimirowitsch Dobrowolski
- 93. Schützen-Division, Oberst Stepan Jefimowitsch Isajew
- 134. Schützen-Division, Oberst Alexander Petrowitsch Kwaschnin
- 234. Schützen-Division, Oberst Stepan Iljitsch Turjew
- 262. Schützen-Division, Oberst Wladimir Konstantinowitsch Gorbatschew
- 104. und 154. Panzerbrigade

6. Schützenkorps, Generalmajor Stepan Iwanowitsch Powetkin
- 150. Schützen-Division, Oberst Nikolai Olympjewitsch Gusch
- 74., 75., 78. und 91. Schützen-Brigade

1. mechanisiertes Korps, Generalmajor Michail Dmitrijewitsch Solomatin
- 19., 35. und 37. mechanische Brigade
- 47. und 48. mechanisierte Brigade

Die Operation „Mars“ scheiterte und die durchgebrochenen Armeetruppen wurden durch das XXX. Armeekorps der Wehrmacht abgeschnitten und eingekesselt. Ihre Zerschlagung gelang den deutschen Kräften bis zum 8. Dezember 1942.
Die verbliebenen Kräfte wurden neuerdings verstärkt und nahmen im März 1943 an der Offensive im Raum Rschew-Wjasma teil. Die im Raum stehende deutsche 9. Armee wurden dabei etappenweise im Zuge der Büffelbewegung aus dem Rschewer Frontbogen zurückgenommen. Im Anschluss an diese Kämpfe wurden die Armeetruppen der 39. und der 43. Armee unterstellt, wobei die Stabstruppen der Armee den Reserveeinheiten des Oberkommandos zugeordnet wurden. Am 9. April 1943 wurde dann auch das Oberkommando der Armee aufgelöst, die verbliebenen Kräfte wurden zur neu aufgestellten Reservefront, aus der später die Steppenfront wurde.

### Kommandanten
- Generalmajor German Fjodorowitsch Tarassow – Mai bis Dezember 1942
- Generalmajor Iwan Mefodjewitsch Managarow – Dezember 1942 bis März 1943
- Generalmajor Iosif Iwanowitsch Popow – März bis April 1943

## 41. Armee (Russland)
Im Zuge der Zusammenlegung des Sibirischen Militärbezirks mit dem Transbaikal-Militärbezirks wurde die 41. Armee am 1. Dezember 1998 aus der vormaligen Kommandantur des Sibirischen Militärbezirks mit Sitz in Nowosibirsk als Teil des Sibirischen Militärbezirks neu aufgestellt. 2002 wurde die 122. motorisierte Garde-Schützen-Division nach ihrer Verlegung nach Aleisk der Armee unterstellt. Nach der Russischen Militärreform von 2009 wurde diese Division in die 35. selbstständige motorisierte Garde-Schützen-Brigade umgewandelt. Am 1. September 2010 wurde die Armee nach Auflösung des Sibirischen Militärbezirks dem Zentralen Militärbezirk unterstellt.
Am Vorabend des Krieges in der Ukraine wurden große Teile der Armee in den Westlichen und Südlichen Militärbezirk nahe der ukrainischen Grenze verlegt, darunter Truppen der 35. Motorisierten Schützenbrigade, der 55. Motorisierten Gebirgsjägerbrigade und der 74. Motorisierten Garde-Schützenbrigade sowie der 120. Artilleriebrigade, der 119. Raketenbrigade und des 6. Panzerregiments der 90. Panzerdivision. Insgesamt sollen 700 Kampfpanzer, Schützenpanzer und Panzerhaubitzen sowie Raketensysteme vom Typ Iskander in den Westen verlegt worden sein.
In den Morgenstunden des 24. Februars 2022 überschritten Truppen der 41. Armee die ukrainische Grenze im Raum des Dreiländerecks Weißrussland, Russland, Ukraine in Richtung Kiew. Berichte indizieren eine mögliche Beteiligung der Kräfte an der Besetzung des Atomkraftwerks Tschernobyl.
Generalmajor Andrei Suchowezki, der stellvertretende Kommandeur der Armee wurde am 28. Februar in der Ukraine getötet. Teile der Armee nahmen auch an der Schlacht im Raum Sjewjerodonezk vom 5. bis 13. Mai 2022 teil.

### Kommandanten
- Generalleutnant Alexander Morosow (Juli 1998 – Juni 2001)
- Generalleutnant Wladimir Kowrow (Juni 2001 – Juli 2003)
- Generalmajor Sergei Bunin (Juli 2003 – August 2004)
- Generalleutnant Arkadi Bachin (Oktober 2004 – Januar 2006)
- Generalmajor Alexander Galkin (Januar 2006 – April 2008)
- Generalmajor Sergei Istrakow (Mai 2008 – Juni 2009)
- Generalleutnant Wassili Tonkoschkurow (Juni 2009 – Oktober 2013)
- Generalmajor Chassan Kalojew (Oktober 2013 – Januar 2016)
- Generalmajor Alexei Sawisjon (Januar 2016 – November 2018)
- Generalmajor Jakow Resanzew (November 2018 – August 2020)
- Generalmajor Sergei Ryschkow (seit August 2020)